# Dolicharthria nigriscripta
Dolicharthria nigriscripta is een vlinder uit de familie van de grasmotten (Crambidae), uit de onderfamilie van de Spilomelinae. De wetenschappelijke naam van deze soort is voor het eerst voorgesteld als Mabra nigriscripta door Charles Swinhoe in een publicatie uit 1895.
De soort komt voor in India en is voor het eerst ontdekt in Shillong. Verder komt deze vlinder voor in Taiwan en  Japan.